# Morozivșciîna, Velîka Bahacika
Morozivșciîna (în ucraineană Морозівщина) este un sat în comuna Biloțerkivka din raionul Velîka Bahacika, regiunea Poltava, Ucraina.

## Demografie
Componența lingvistică a localității Morozivșciîna
     Ucraineană (98,36%)
     Rusă (1,64%)
Conform recensământului din 2001, majoritatea populației localității Morozivșciîna era vorbitoare de ucraineană (98,36%), existând în minoritate și vorbitori de rusă (1,64%).